# Caque

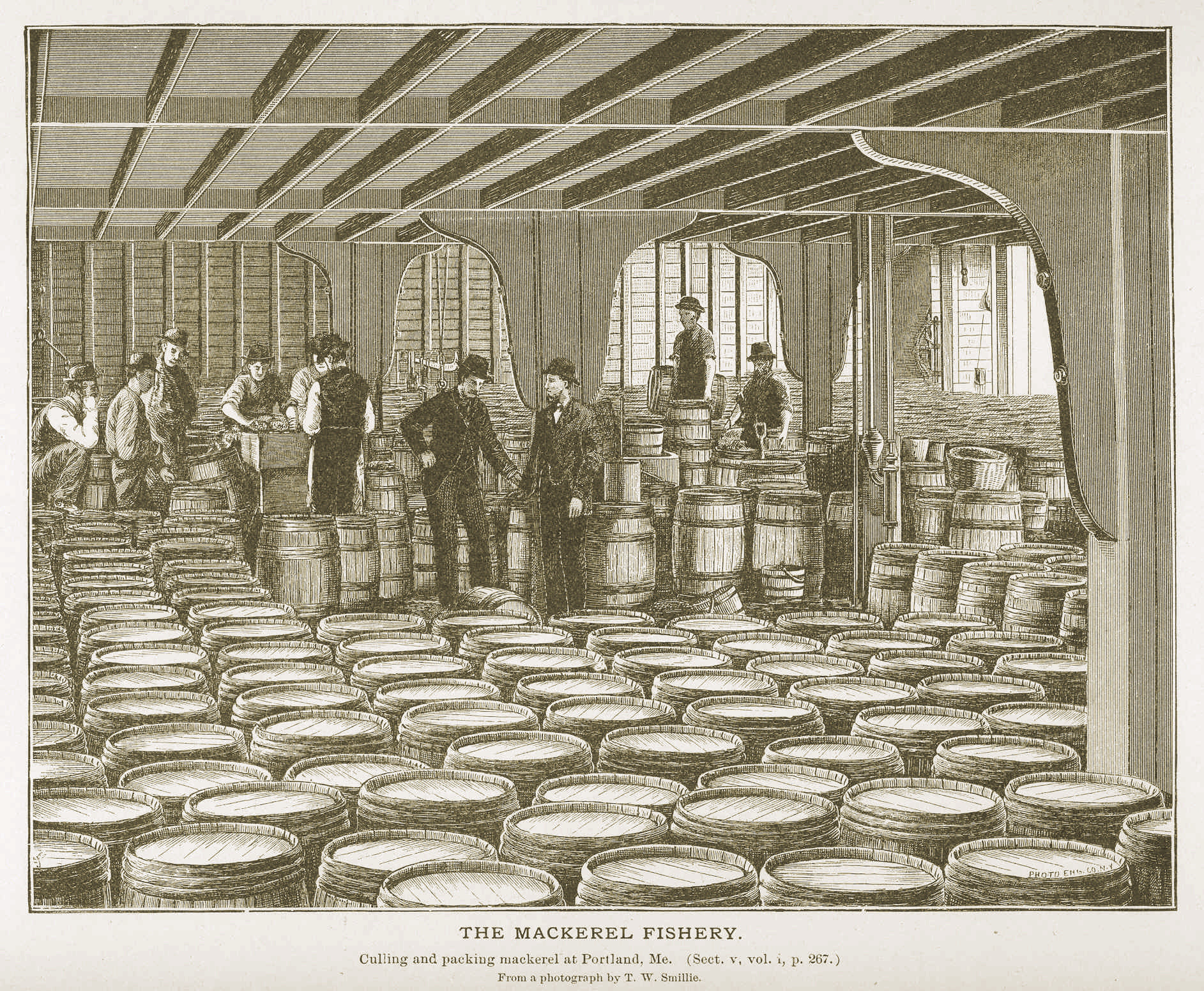
Caques de maquereaux stockés aux salaisons de Portland (Maine).

Une caque est une barrique où l'on presse les harengs salés ou fumés. Par extension, il désigne également un tonneau destiné à d'autres contenus, par exemple de la poudre à canon, du salpêtre ou du suif.
Le mot vient du néerlandais kaak (mâchoire, branchie, ouïe). « Caquer » signifie ôter les ouïes, préparer le poisson pour le mettre en caques. C'est à la fin de cette opération, le « haringkaken (nl), » que le hareng est mis en barrique.

## Expression
Le proverbe La caque sent toujours le hareng vise à attaquer une personne sur ses basses origines. Il est attesté dès le début du XVIIe siècle. Les harengs étaient entreposés dans une caque (mot néerlandais pour désigner la barrique, le tonneau dans lequel on les empilait) dont l'odeur imprégnait le bois.
La métaphore reflète l'idée que dès la naissance, notre environnement, notre situation font de nous ce que nous sommes et qu'il nous est impossible de nous en détacher.
À l'École royale militaire (Belgique), un Caque est un chef de promotion. Le mot est dérivé de cacique. Le Conseil des Caques rassemble les chefs de promotion sous la direction du Grand Caque qui est un élève en dernière année. Le Grand Caque est le représentant des élèves auprès du commandant de l'école.